# Purpuricenus
Purpuricenus is een kevergeslacht uit de familie van de boktorren (Cerambycidae). De wetenschappelijke naam van het geslacht werd voor het eerst geldig gepubliceerd in 1821 door Dejean.

## Soorten
Purpuricenus omvat de volgende soorten:
- Purpuricenus innotatus Pic, 1910
- Purpuricenus lituratus Ganglbauer, 1886
- Purpuricenus sideriger Fairmaire, 1888
- Purpuricenus spectabilis Motschulsky, 1857
- Purpuricenus temminckii (Guérin-Méneville, 1844)
- Purpuricenus apicalis Pic, 1905
- Purpuricenus axillaris Haldeman, 1847
- Purpuricenus barbarus Lucas, 1842
- Purpuricenus bipartitus (Jordan, 1897)
- Purpuricenus bitlisiensis Th. Pic, 1902
- Purpuricenus budensis (Götz, 1783)
- Purpuricenus caucasicus Th. Pic, 1902
- Purpuricenus chopardi Lepesme, 1948
- Purpuricenus cornifrons Sabbadini & Pesarini, 1992
- Purpuricenus dalmatinus Sturm, 1843
- Purpuricenus decorus (Olivier, 1795)
- Purpuricenus desfontainii (Fabricius, 1793)
- Purpuricenus deyrollei Thomson, 1867
- Purpuricenus dimidiatus LeConte, 1884
- Purpuricenus diversithorax Pic, 1922
- Purpuricenus ferrugineus Fairmaire, 1851
- Purpuricenus foraminifer Pesarini & Sabbadini, 1997
- Purpuricenus frommi Kuntzen, 1915
- Purpuricenus globiger Fairmaire, 1888
- Purpuricenus globulicollis Dejean, 1839
- Purpuricenus goetzei Kuntzen, 1915
- Purpuricenus graecus Sláma, 1993
- Purpuricenus humeralis (Fabricius, 1798)
- Purpuricenus indus Semenov, 1908
- Purpuricenus interscapillatus Plavilstshikov, 1937
- Purpuricenus kabakovi Miroshnikov & Lobanov, 1990
- Purpuricenus kaehleri (Linnaeus, 1758)
- Purpuricenus katerinae Danilevsky, 2012
- Purpuricenus laetus (Thomson, 1864)
- Purpuricenus linsleyi Chemsak, 1961
- Purpuricenus malaccensis (Lacordaire, 1869)
- Purpuricenus mesopotamicus Al-Ali & Ismail, 1987
- Purpuricenus montanus White, 1853
- Purpuricenus nabateus Sama, 1999
- Purpuricenus nanus Semenov, 1907
- Purpuricenus nicocles Schaufuß, 1871
- Purpuricenus nigronotatus Pic, 1907
- Purpuricenus opacus (Knull, 1937)
- Purpuricenus optabilis Holzschuh, 1984
- Purpuricenus paraxillaris MacRae, 2000
- Purpuricenus quadrinotatus (White, 1846)
- Purpuricenus robustcollis Pic, 1905
- Purpuricenus sanguinolentus (Olivier, 1795)
- Purpuricenus schurmanni Sláma, 1985
- Purpuricenus subnotatus Pic, 1910
- Purpuricenus talyshensis Reitter, 1891
- Purpuricenus wachanrui Levrat, 1858
- Purpuricenus wieneckii (Vollenhoven, 1871)
- Purpuricenus zarudnianus Semenov, 1903